# 運命/二つの足跡
「運命／二つの足跡」（さだめ／ふたつのあしあと）は、AiRIの2枚目のシングル。2011年8月10日にLantisから発売された。

## 概要
前作「learn together」から2ヶ月半でのリリースで、初の両A面シングルである。購入店舗によっては特典がついた。
表題曲は、「運命」がテレビアニメ『魔乳秘剣帖』のオープニングテーマに、「二つの足跡」が同エンディングテーマに採用された。
本人の写真がジャケットに使用されている最後のシングルでもある（2012年現在）。

## 収録曲
全作詞：AiRI、全作曲：宮崎京一
1. 運命
編曲：ms-jacky・宮崎京一
2. 二つの足跡
編曲：宮崎京一
3. キンモクセイ
編曲：宮崎京一